# ソニドサウルス
ソニドサウルス（学名：Sonidosaurus、「ソニドのトカゲ」の意）は白亜紀後期に中国に生息したティタノサウルス類の竜脚類恐竜の属である。タイプ種はSonidosaurus saihangaobiensisで2006年に中国科学院古脊椎動物･古人類研究所の徐星らによって記載された。小型のティタノサウルス類であり体長9mほどであった。これは同時代の巨大なオヴィラプトル類であるギガントラプトルと比べても若干大きい程度である。化石は内モンゴル自治区のイレンダバス層から発見されている。

## 参照
1. ↑  X. Xu; X. Zhang; Q. Tan; X. Zhao; and L. Tan (2006). “A new titanosaurian sauropod from Late Cretaceous of Nei Mongol, China”. Acta Geologica Sinica 80 (1):  20–26. doi:10.1111/j.1755-6724.2006.tb00790.x.
2. ↑  Xu, X.; Tan, Q.; Wang, J.; Zhao, X.; and Tan, L. (2007). “A gigantic bird-like dinosaur from the Late Cretaceous of China” (pdf). Nature 447 (7146). Bibcode: 2007Natur.447..844X. doi:10.1038/nature05849. PMID 17565365.